# Parafia Opieki Matki Bożej w Ninie
Parafia Opieki Matki Bożej – parafia prawosławna w Ninie, w eparchii narewskiej.
Na terenie parafii funkcjonuje cerkiew parafialna pod wezwaniem Opieki Matki Bożej, zbudowana w 1828 r.

## Historia
Parafia została erygowana 21 stycznia 1824 r. na mocy decyzji Świętego Synodu Rosyjskiej Cerkwi Prawosławnej i jest jedną z najstarszych w Estonii. Pomysłodawcą założenia wspólnoty był ówczesny biskup pskowski Eugeniusz (Kazancew). Na terenie parafii większość mieszkańców stanowili prawosławni, co odróżniało wieś Ninę od innych miejscowości nad jeziorem Czudzkim, gdzie dominowali staroobrzędowcy.